# Будинок Трубецьких (Київ)
Будинок (особняк) Трубецьких — пам'ятка архітектури у Києві, що розташована на Володимирській вулиці, 3.

## Історія
Будинок знаходиться на території дитинця стародавнього Києва. У 12-13 століттях на цьому місці існувала кам'яна ротонда, ще раніше було капище.
Будинок було зведено у 1820-х роках, можливо за проєктом архітектора Андрія Меленського (точна дата будівництва і особа архітектора наразі не встановлені) за «зразковим проєктом». Замовником і першими власником садиби був чиновник О.Анненков, з 1840-х років садибою володів молодший чиновник з особливих доручень канцелярії Київського цивільного губернатора (а згодом старший секретар канцелярій Київського генерал-губернатора) Боніфацій Климович.
З 1867 року і до доби Української революції 1917-20 років особняк належав княгині Єлизаветі Трубецькій. Ймовірно, тут народилася Трубецька Марія Володимирівна.
Вже у 1970-76 роках було здійснено обстеження та реставрацію будівлі.
Будинок Трубецьких на сьогодні є цінним та рідкісним зразком житлової забудови міста доби класицизму.
Будинок дерев'яний тинькований на цегляному цоколі, з мезоніном над середньою частиною будівлі. З боку двору розкритий двома невеликими крилами (добудовані у 1850-х роках). Будинок стоїть на підвишші відносно вулиці (така ситуація утворилася наприкінці 19 століття через влаштування тротуару).
Планування будинку коридорно-анфіладне, з виокремленими залами та окремими сходами у мезонін. Перекриття та сходи дерев'яні.
Вікна другого поверху 3-хресні, першого та мезоніну — Т-подібні. Посередині фасаду другого поверху - балкон на металевих консолях.
Будинок використовується як один із підрозділів Інституту археології — відділ археології Києва, відділ давньоруської та середньовічної археології.